# Sepp von Seppenburg

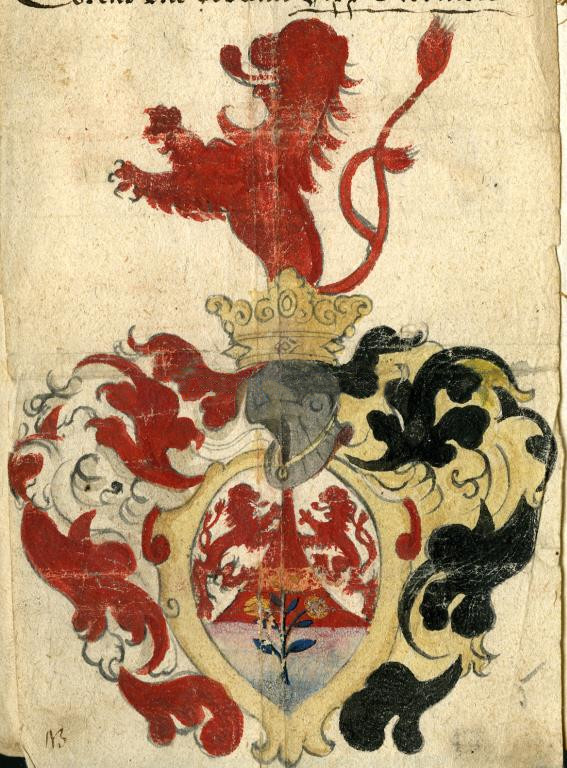
Stammwappen der Sepp (1649)

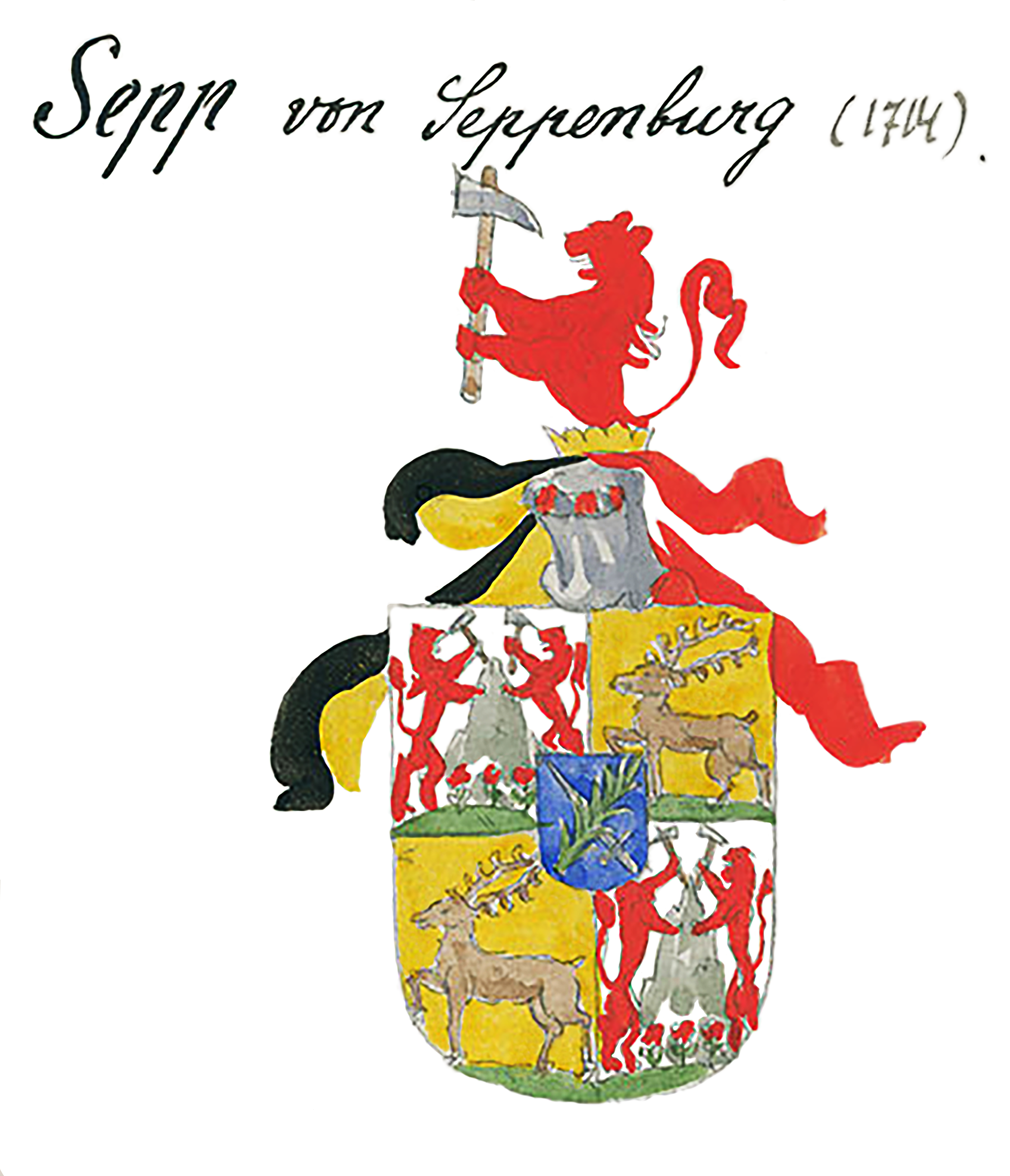
Wappen der Sepp von Seppenburg (1714)

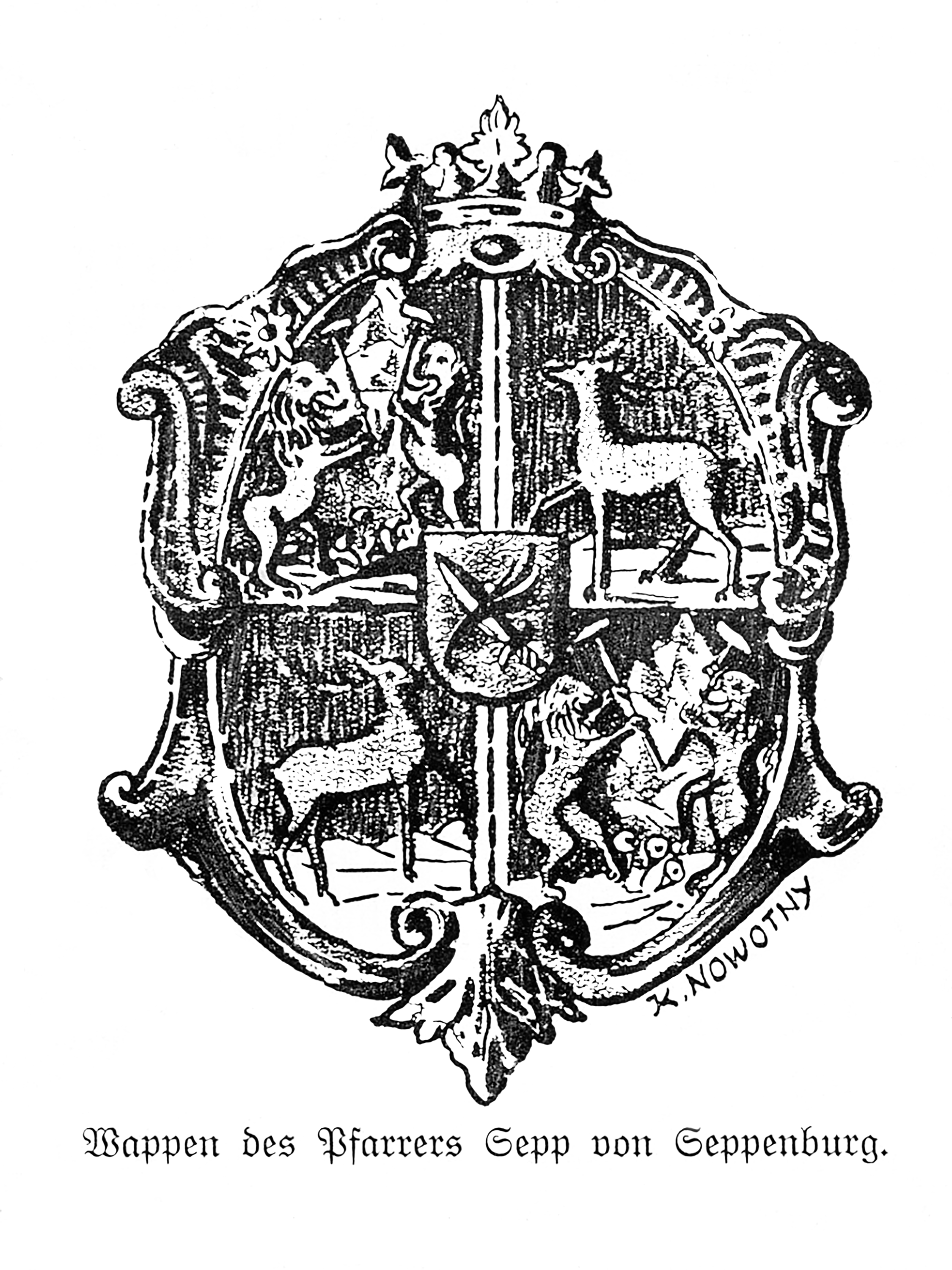
Wappen des Pfarrers Sepp von Seppenburg

Sepp von Seppenburg zu Sallegg, auch Sepp von und zu Rechegg, war der Name eines briefadeligen Geschlechts aus der Gefürsteten Grafschaft Tirol, das 1875 erloschen ist. 

## Geschichte
Stammgut war der Ansitz Rechegg in Klausen im mittleren Eisacktal, bis 1734 im Eigentum des ursprünglich bürgerlichen Geschlechts. Nach letzterem Besitz nannte sich die Familie auch "Sepp von und zu Rechegg". Am 8. September 1649 erhielten die Brüder Laurenz und Johann Sepp ein Wappen mit Lehenartikel verliehen. Am 2. Juni 1684 erlangte Alexander Sepp aus Kaltern den Adelsstand. Anfang des 17. Jahrhunderts errichteten die Sepp in Kaltern den Ansitz Sallegg der bis zum 19. Jahrhundert im Familienbesitz blieb. Der Gutsbesitzer Gabriel Sepp erhielt am 18. Juli 1714 den erblichen Ritterstand und das Prädikat „Sepp von Seppenburg“, das sich auch auf seinen Bruder, den Doktor der Theologie und Dekan von Gabelzhoffen Stephan Ignaz Sepp bezog. Um 1720 stifteten Stephan Ignaz Sepp von Seppenburg und sein Vetter Joseph von Unterrichter in Kaltern die Heiligkreuzkirche am Kalvarienberg. Als bedeutendster Angehöriger wirkte der Jesuit Anton Sepp als Missionar in Südamerika. Unter der Amtszeit des Pfarrers Sepp von Seppenburg wurde von 1732 bis 1735 die Pfarrkirche Gaspoltshofen errichtet. 1734 erfolgte die Immatrikulierung in die Adelsmatrikel von Tirol. 1753 erscheint Johann Christoph Sepp von Seppenburg als Gerichtsschreiber auf dem Ritten. Mehrere Angehörige dienten im 19. Jahrhundert in der k. k. Armee. Das Geschlecht ist 1875 erloschen. Die 1980 in Kaltern erbaute Mittelschule Sepp von Seppenburg ist nach der Familie benannt.

## Standeserhebungen
- 2. Juni 1684: Adelsstand
- 18. Juli 1714: Ritterstand
- 1734: Immatrikulierung